# Kurt Martti Wallenius
Kurt Martti Wallenius (ur. 25 lipca 1893 w Kuopio, zm. 3 maja 1984 w Helsinkach) – fiński wojskowy, generał major, skrajnie prawicowy działacz polityczny, pisarz wojskowy.

## Życiorys
Podczas I wojny światowej przyjechał na początku 1915 r. do Niemiec, gdzie wstąpił do 27 Królewskiego Pruskiego Batalionu Jegrów. Uczestniczył w walkach z Rosjanami na północnym odcinku frontu wschodniego. W lutym 1918 r. wraz z pozostałymi jegrami powrócił do Finlandii. Wziął udział w fińskiej wojnie domowej po stronie Białych Finów. Dowodził plutonem w składzie oddziału, działającego w rejonie Tervola i Tornio. W Laponii spotkał hodowcę reniferów Aleksisa Hihnavaarę, z którym objechał całą krainę. Następnie objął dowództwo oddziałów działających w rejonie Kuolajärvi i Kuusamo. Od marca do lipca 1918 r. dowodził północną grupą wojskową, która w czasie ekspedycji wschodniokarelskiej wkroczyła do Wschodniej Karelii, dochodząc do miasta Kem. Po zakończeniu wojny domowej objął dowództwo oddziałów w Północno-Zachodniej Finlandii. Dowodził Pułkiem „Salla” i 1 Pułkiem Straży Granicznej. W latach 20. został attaché wojskowym w Berlinie. W 1930 r. awansował do stopnia generała majora. Po powrocie do Finlandii zaangażował się w działalność skrajnie prawicowego Ruchu Lapua, obejmując funkcję sekretarza generalnego. Oskarżono go o porwanie i pobicie b. pierwszego prezydenta Kaarlo Juho Ståhlberga, ale został uwolniony ze wszystkich oskarżeń. Pod koniec lutego 1932 r. uczestniczył w nieudanym zamachu stanu, zwanym rebelią w Mäntsälä. Po aresztowaniu został skazany na karę ponad 1 roku więzienia. Podczas wojny zimowej 1939-1940 dowodził wojskami fińskimi w Laponii zgrupowani w ramach Grupy Lapońskiej. Powstrzymały one ofensywę Armii Czerwonej pod Salla i Petsamo. Po ustabilizowaniu frontu gen. K.M. Wallenius w lutym 1940 r. przekazał dowództwo dowodzącemu Szwedzkiemu Korpusowi Ochotniczemu gen. Ernstowi Linderowi. Fińskie oddziały gen. K.M. Walleniusa zostały przerzucone nad zachodnie wybrzeże Zatoki Viipuri, gdzie Sowieci przekroczyli zamarzniętą zatokę. Generał K.M. Wallenius nie poradził sobie w tak ciężkiej sytuacji militarnej, w związku z czym w pierwszych dniach marca został zmieniony przez gen. Karla Lennarta Oescha i przeniesiony do rezerwy. Po wybuchu wojny kontynuacyjnej w czerwcu 1941 r., zgłosił się do czynnej służby wojskowej, ale jego oferta została odrzucona. Do końca życia mieszkał w Rovaniemi, pisząc książki i artykuły z zakresu historii wojskowości.